# ハスカー・ドゥ

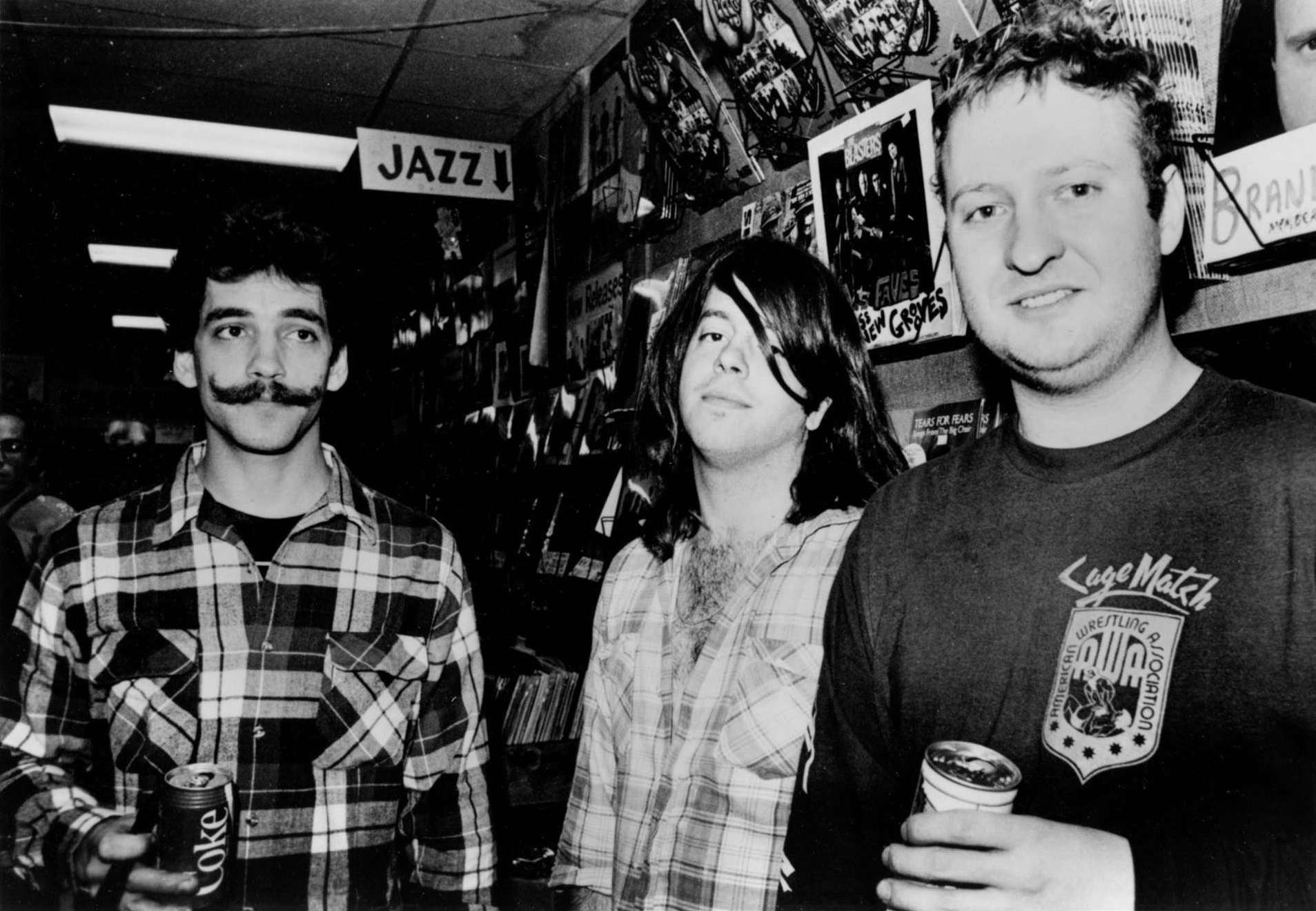
アルバム『ニュー・デイ・ライジング』のための写真（1985年）

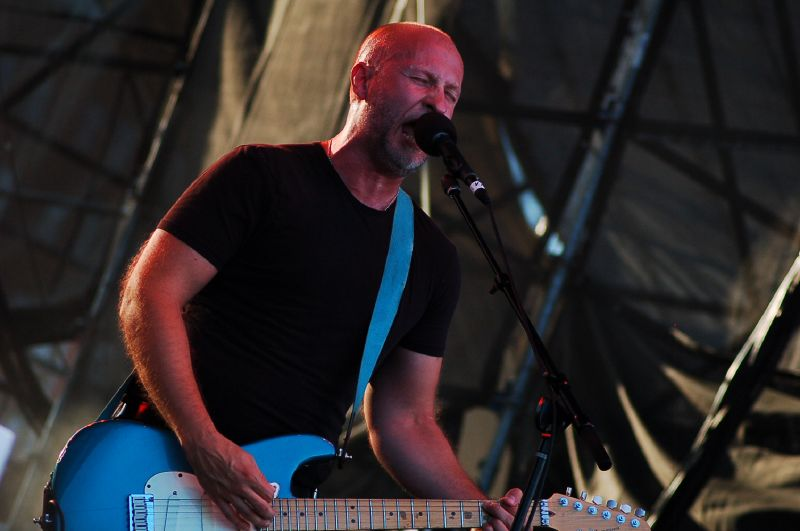
フロントマンのボブ・モールド（2005年）

ハスカー・ドゥ (Hüsker Dü) は、アメリカのロック・バンド。1979年にミネソタ州のセントポールにて結成。

## 概要
デビュー当初はハードコア・パンク・バンドとして始まり、後にオルタナティヴ/ポスト・ハードコア・バンドとして高い評価を受ける。最初の3枚のアルバムをインディーズ・レーベルのSSTレコードからリリースし、1986年にメジャー・レーベルのワーナー・ブラザース・レコードと解散まで契約した。
1980年代のアメリカのインディー・シーンで最も重要なバンドの一つと見なされ、その後のオルタナティヴ/インディー・ロック・バンドに多大な影響を与えた。ニルヴァーナのクリス・ノヴォセリックも、ニルヴァーナの音楽について「何も新しくない、ハスカー・ドゥが前にやったことさ」と語っている。

## 来歴

### バンド結成
1979年にボブ・モールド、グレッグ・ノートン、グラント・ハート、チャーリー・パイン（キーボーディスト）の4人で結成したBuddy and the Returnablesというバンドが前身。モールドとハートは共にラモーンズのファンであり、2人はノートンとパインを誘い一緒に演奏するようになるが、パインのキーボード音が乗ったサウンドに他のメンバーは嫌悪感を示すようになり、パイン抜きで演奏の練習をするようになる。この頃からバンド名を「ハスカー・ドゥ」に変更した。バンド名のハスカー・ドゥ（Hūsker Dū?）とは1970年代に発売されたボードゲームの名称であり、デンマーク語/ノルウェー語で「覚えてる?」という意味である。

### デビュー
1980年までバンドはミネアポリスで定期的にギグを行い、アメリカ中西部のオリジナル・ハードコア・パンク・バンドとして認知されていった。バンドを気に入ったブラック・フラッグのグレッグ・ギンは自身のレーベルSSTレコードにバンドを契約させる。1982年にライブ・アルバム『ランド・スピード・レコード』、1983年にファースト・アルバム『Everything Falls Apart』、EP『メタル・サーカス』をリリース。この頃までバンドはパンキッシュなサウンドを展開していたが、メンバーはハードコア・パンクの制約的な音楽性からより飛躍しようと画策する。

### ブレイク
1984年にセカンド・アルバム『ゼン・アーケード』を発表。コンセプト・アルバムであり、LP2枚組で70分の大作だったが、レコーディングにかけた時間はわずか45時間であり、制作費用もたった3,200ドルだった。アルバムは発売当初から賞賛され、パンク・ファン以外からも注目を浴びる結果となった。SSTは作品の内容からか当初3,500枚～5,000枚程度しかレコードをプレスしなかったが、発売から数週間でレコードは売り切れ数ヶ月間在庫切れとなり、それがセールスに影響しバンドはSSTに不満を抱くようになる。1985年1月にサード・アルバム『ニュー・デイ・ライジング』、8ヵ月後の9月に4枚目のアルバム『フリップ・ユア・ウィグ』をリリース。

### メジャーデビュー、解散
バンドは『フリップ・ユア・ウィグ』レコーディング中からメジャー・レーベルであるワーナー・ブラザース・レコードから契約のオファーを受け、契約を結んだ。1986年3月に5枚目にしてメジャー・デビュー・アルバム『Candy Apple Grey』をリリース。バンドにとって初となるビルボードにチャートインを果たし、MTVやラジオでも取り上げられるが、最終的に最高140位にとどまった。1987年1月に6枚目のアルバム『Warehouse: Songs and Stories』をリリース。『ゼン・アーケード』に続く2枚組の大作だったが、ツアー直前にバンドマネージャーのデヴィッド・サヴォイが自殺。モールドがマネジメントを管理するようになると、この頃からモールドとハートの間の確執が表面化する。ハートはメサドン服用によるヘロイン中毒に悩まされており、解散前のツアーにも参加しまだ演奏できると主張していたが、モールドはその後のツアーを全てキャンセルし、その4日後にハートはバンドを脱退し、バンドも解散した。

## 解散後
モールドはバンド解散後にシュガーを結成、ソロのシンガーソングライターとしても活動している。ハートもNova Mobというバンドで活動した後、ソロで活動した。ノートンはGrey Areaというバンドに参加した後、音楽活動から身を引き調理師に転身、ミネソタでThe Nortonというレストランを開いた。
2004年、癌の治療を受けていたソウル・アサイラムのベーシスト、カール・ミュラーを支援するための慈善コンサートでモールドとハートはステージ上で共演し、ハスカー・ドゥ時代の楽曲を演奏した。

## メンバー
- ボブ・モールド（Bob Mould）- ボーカル、ギター、キーボード
- グレッグ・ノートン（Greg Norton） - ベース、ボーカル
- グラント・ハート（Grant Hart） - ボーカル、ドラム、パーカッション、キーボード ※2017年死去

## ディスコグラフィ

バンドロゴ

### スタジオ・アルバム
- Everything Falls Apart (1983年)
- 『ゼン・アーケード』 - Zen Arcade (1984年)
- 『ニュー・デイ・ライジング』 - New Day Rising (1985年)
- 『フリップ・ユア・ウィグ』 - Flip Your Wig (1985年)
- Candy Apple Grey (1986年) ※全米140位
- Warehouse: Songs and Stories (1987年) ※全米117位

### ライブ・アルバム
- 『ランド・スピード・レコード』 - Land Speed Record (1982年)
- The Living End (1994年)
- Live Featuring J.C. (2008年)
- Tonite Longhorn (2023年)

### EP
- 『メタル・サーカス』 - Metal Circus (1983年)
- Sorry Somehow (1986年)
- Amusement (2013年)
- 『エクストラ・サーカス』 - Extra Circus (2017年)

### コンピレーション・アルバム
- Everything Falls Apart and More (1993年)
- 『サベッジ・ヤング・ドゥ』 - Savage Young Dü (2017年)

### シングル
- "Statues" (1981年)
- "In a Free Land" (1982年)
- "Eight Miles High" (1984年) ※ザ・バーズのカバー
- "Celebrated Summer" (1984年)
- "Makes No Sense at All" (1985年)
- "Don't Want to Know If You Are Lonely" (1986年)
- "Could You Be the One?" (1987年)
- "She's a Woman (And Now He Is a Man)" (1987年)
- "Ice Cold Ice" (1987年)